# Nolay (Nièvre)
Nolay és un municipi francès, situat al departament del Nièvre i a la regió de Borgonya - Franc Comtat. L'any 2007 tenia 360 habitants.

## Demografia

### Població
El 2007 la població de fet de Nolay era de 360 persones. Hi havia 164 famílies, de les quals 64 eren unipersonals (40 homes vivint sols i 24 dones vivint soles), 44 parelles sense fills, 44 parelles amb fills i 12 famílies monoparentals amb fills.
La població ha evolucionat segons el següent gràfic:
Habitants censats

### Habitatges
El 2007 hi havia 272 habitatges, 168 eren l'habitatge principal de la família, 93 eren segones residències i 11 estaven desocupats. 271 eren cases i 1 era un apartament. Dels 168 habitatges principals, 150 estaven ocupats pels seus propietaris, 12 estaven llogats i ocupats pels llogaters i 6 estaven cedits a títol gratuït; 6 tenien una cambra, 15 en tenien dues, 37 en tenien tres, 36 en tenien quatre i 74 en tenien cinc o més. 124 habitatges disposaven pel capbaix d'una plaça de pàrquing. A 74 habitatges hi havia un automòbil i a 70 n'hi havia dos o més.

### Piràmide de població
La piràmide de població per edats i sexe el 2009 era:
| Homes | Edats   | Dones |
| ----- | ------- | ----- |
| 4     | 95 o +  | 0     |
| 0     | 90 a 94 | 0     |
| 0     | 85 a 89 | 4     |
| 4     | 80 a 84 | 8     |
| 8     | 75 a 79 | 4     |
| 16    | 70 a 74 | 12    |
| 8     | 65 a 69 | 8     |
| 8     | 60 a 64 | 4     |
| 20    | 55 a 59 | 8     |
| 24    | 50 a 54 | 28    |
| 16    | 45 a 49 | 20    |
| 4     | 40 a 44 | 8     |
| 8     | 35 a 39 | 12    |
| 20    | 30 a 34 | 4     |
| 0     | 25 a 29 | 8     |
| 16    | 20 a 24 | 4     |
| 4     | 15 a 19 | 8     |
| 20    | 10 a 14 | 0     |
| 8     | 5 a 9   | 0     |
| 0     | 0 a 4   | 8     |

## Economia
El 2007 la població en edat de treballar era de 214 persones, 139 eren actives i 75 eren inactives. De les 139 persones actives 127 estaven ocupades (76 homes i 51 dones) i 12 estaven aturades (5 homes i 7 dones). De les 75 persones inactives 31 estaven jubilades, 18 estaven estudiant i 26 estaven classificades com a «altres inactius».

### Ingressos
El 2009 a Nolay hi havia 176 unitats fiscals que integraven 377 persones, la mediana anual d'ingressos fiscals per persona era de 16.510 €.

### Activitats econòmiques
Dels 7 establiments que hi havia el 2007, 1 era d'una empresa de fabricació d'altres productes industrials, 4 d'empreses de construcció i 2 d'empreses de serveis.
Dels 4 establiments de servei als particulars que hi havia el 2009, 1 era un paleta, 1 guixaire pintor, 1 lampisteria i 1 empresa de construcció.
L'any 2000 a Nolay hi havia 16 explotacions agrícoles que ocupaven un total de 1.540 hectàrees.

## Equipaments sanitaris i escolars
El 2009 hi havia una escola maternal integrada dins d'un grup escolar amb les comunes properes formant una escola dispersa.

## Poblacions més properes
El següent diagrama mostra les poblacions més properes.